# EY Водолея
EY Водолея (лат. EY Aquarii) — одиночная переменная звезда в созвездии Водолея на расстоянии (вычисленном из значения параллакса) приблизительно 23314 световых лет (около 7148 парсеков) от Солнца. Видимая звёздная величина звезды — от более +15m до +11,8m.

## Характеристики
EY Водолея — красная пульсирующая переменная звезда, мирида (M) спектрального класса M5/6. Эффективная температура — около 3281 К.